# Brakel (Belgique)
Pour les articles homonymes, voir Brakel.
Brakel (en Belgique, parfois écrit en français sous sa forme francisée désuète : Bracle, ou Braine) est une commune néerlandophone de Belgique, dans le Pays de la Dendre (Denderstreek) située en Région flamande dans la province de Flandre-Orientale.

## Toponymie
Le nom de Brakel vient de ceux des deux villages principaux de la commune, Nederbrakel et Opbrakel. Son origine vient de Braglo, une villa carolingienne mentionnée pour la première fois en 866 et localisée dans le centre d'Opbrakel.

## Géographie

### Sections de la commune
Brakel est né de la fusion en 1971 de cinq communes : Nederbrakel, Opbrakel, Elst, Michelbeke, Zegelsem, en 1977, cette nouvelle commune intègre en plus celles d'Everbeek et Parike et une partie du territoire d'Audenhove-Sainte-Marie qui sera pour le reste fusionné avec Zottegem.
| # | Section     | Superf. (km²) | Habitants (2020) | Habitants par km² | Code INS |
| - | ----------- | ------------- | ---------------- | ----------------- | -------- |
| 1 | Nederbrakel | 8,76          | 6.512            | 743               | 45059A   |
| 2 | Opbrakel    | 8,75          | 1.642            | 188               | 45059B   |
| 3 | Zegelsem    | 9,08          | 944              | 104               | 45049C   |
| 4 | Elst        | 5,17          | 1.164            | 225               | 45049D   |
| 5 | Michelbeke  | 7,96          | 1.740            | 218               | 45049E   |
| 6 | Parike      | 3,48          | 670              | 193               | 45049F   |
| 7 | Everbeek    | 13,76         | 2.131            | 155               | 45049G   |

### Autre villages et hameaux
- La Hutte.

### Communes limitrophes
| Horebeke | Zwalm    | Zottegem |
| Markedal | Brakel   | Lierde   |
| Flobecq  | Lessines | Grammont |

### Localisation
Brakel est située dans la partie flamande de la région vallonnée du Pays des Collines et des Ardennes flamandes, avec le Mont-de-l'Enclus, Hotondberg, Muziekberg, Pottelberg et le Mont de Rhode. Le nord de la commune se trouve dans la vallée de la Zwalm.

## Héraldique
|  | La commune possède des armoiries qui lui ont été octroyées le 1er avril 1985. Elles sont identiques aux anciennes armoiries d'Opbrakel. Elles sont inspirées du plus ancien sceau connu de ce village, datant de 1769, qui montre le bouclier avec un enfant ou d'un ange comme supports. L'écu lui-même est dérivé des armoiries des seigneurs van Brakel, connues depuis le XVe siècle. Blasonnement : De gueules à 4 chevrons d'argent. Source du blasonnement : Heraldy of the World. |

## Démographie

### Évolution démographique
Graphe de l'évolution de la population de la commune. Les données ci-après intègrent les anciennes communes dans les données avant la fusion en 1977.
- Source : DGS - Remarque: 1831 jusqu'à 1981=recensement; depuis 1990=nombre d'habitants chaque 1er janvier[7]

## Tourisme
Le sentier de grande randonnée 122 traverse le territoire de la localité.

## Personnalités illustres

### Né à Brakel
- Staf De Clercq (1884-1942), homme politique, leader nationaliste flamand et collaborateur
- Henri de Coene, peintre né à Nederbrakel
- Herman De Croo, homme politique né en 1937
- Serge Baguet, coureur cycliste né en 1969
- Peter Van Petegem, coureur cycliste né en 1970

### Ayant vécu à Brakel
- Robbie McEwen, coureur cycliste né en 1972
- Rudy Demotte, homme politique, a vécu une enfance partagée entre Brakel et Flobecq